# 變速球

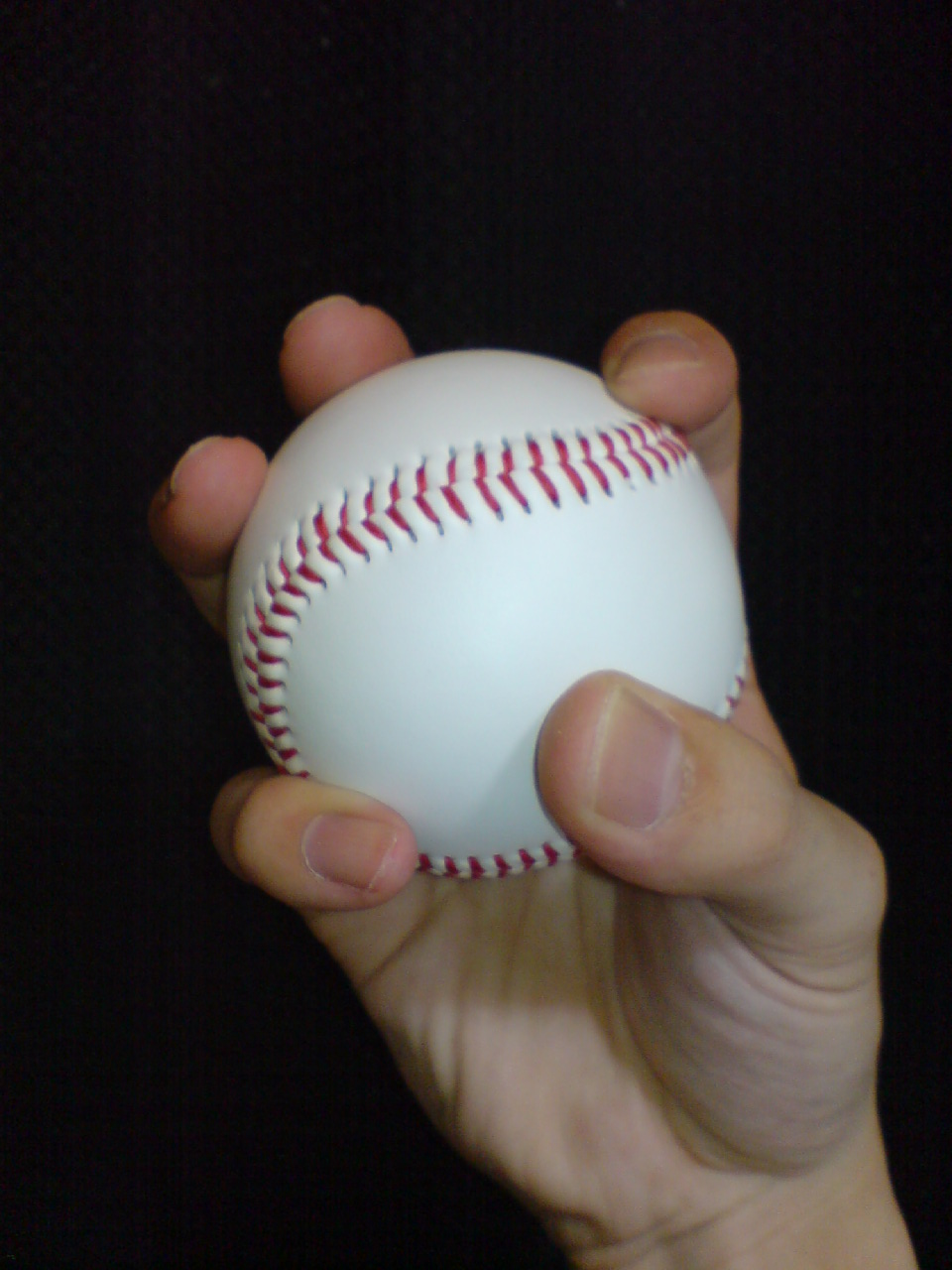
一般變速球的握法

變速球（英語：changeup），是一種棒球中的變化球，當球離開投手的手時，會像快速直球的樣子飛向本壘板，但在接近本壘板時又會往下墜且速度變慢。

## 握球法
投變速球有很多種握法，如深握球：讓球緊貼於手掌；或將拇指與食指連成OK的手勢，再以中指、無名指和小指扣住球的掌心球。

## 投球要訣
變速球是以球在行進間對於空氣阻力的影響來減低速度，所以要盡量減少球的旋轉，以增加阻力。投球動作與投擲快速直球相同，但出手的時候手臂要像拉窗簾的樣子向下抹，把球推出去，使球在出手的時候沒經過手指的力道。

## 著名變速球投手
- 美國：葛瑞格·麥達克斯、佩卓·馬丁尼茲、尤漢·山塔納、詹姆斯·席爾斯、賈斯丁·韋蘭德、大衛·普萊斯、費利克斯·赫南德茲、蒂姆·林斯肯
- 日本：井川慶、松坂大輔、杉内俊哉、金子千尋
- 臺灣：林英傑、郭俊麟、張誌家、許文雄、何紀賢
- 南韓：柳賢振、尹錫珉